# Catastrophe du Ballon 'Le Pax'
Catastrophe du Ballon 'Le Pax' er en fransk stumfilm fra 1902 af Georges Méliès.